# Virton
Virton (Gaumais: Vèrtan; Waals: Vierton) is een plaats en gemeente in de Belgische provincie Luxemburg. Virton ligt in Belgisch-Lotharingen en de Gaumestreek en is het zuidelijkst gelegen stadje van België. De plaats ligt bij de samenvloeiing van de Vire en de Ton.
De stad telt ruim 11.000 inwoners. Virton wordt beschouwd als de hoofdplaats van de Gaume.

## Geschiedenis
Er zijn aanwijzingen voor Keltische bewoning op het grondgebied van Virton. Door de Gallische Oorlog lijfden de Romeinen het gebied in en bouwden er villa's. Vertunum werd een nederzetting op een kruising van wegen. Ze werd vernield door vanaf 406 invallende Germanen. Het nieuwe Virton werd meer noordwaarts herbouwd door de Franken.
De oudste schriftelijke vermelding is in een bul van paus Lucius III uit 1183. De heersers van Virton waren de graven van Chiny, die er een kasteel lieten bouwen. In 1270 kreeg Virton stadsrechten gemodelleerd op die van Beaumont. Na de verdwijning van het huis Chiny kende Virton diverse dynastieën tot de Franse Revolutie.
Als onderdeel van het hertogdom Luxemburg werd Virton in de eerste helft van de 19e eeuw achtereenvolgens ingedeeld bij verschillende staten. In 1830 nam het stadje deel aan de Belgische Revolutie. De gedwongen afstand van een deel van Luxemburg in 1839 door het Verdrag van Londen leidde er tot ongenoegen. In het revolutiejaar 1848 kwam het republicanisme en Fransgezinde reünionisme sterk naar boven in Virton: geïnspireerd door de Februaridagen waren er vanaf 14 maart manifestaties met wel 1200 deelnemers. De rode vlag werd gehesen, er volgden plunderingen en ondanks de deconfiture van het Belgisch Legioen gingen de acties nog door tot april.
Op het grondgebied van Virton werd in 1898 de laatste in België gespotte wolf gedood (tot de bescherming en terugkeer van het dier in de 21e eeuw).
Bij het uitbreken van de Eerste Wereldoorlog in 1914 was Virton het toneel van dodelijke gevechten tussen Duitse en Franse troepen in het kader van de Slag der Grenzen, die uitliep op een Franse terugtrekking. Vele honderden inwoners uit de streek werden gedood door het Duitse leger bij plunderingen of standrechtelijk geëxecuteerd omdat ze verkeerdelijk beschouwd werden als franc-tireurs. De Tweede Wereldoorlog bracht vooral grootschalige deportaties.
In 1977 vond in de sporthal van Virton een wedstrijd plaats van de European Champions' Cup basketbal tussen Maccabi Tel Aviv en PBC CSKA Moskou.

## Kernen

### Deelgemeenten
| # | Naam       | Opp. (km²) | Inwoners (2020) | Inwoners per km² | NIS-code |
| - | ---------- | ---------- | --------------- | ---------------- | -------- |
| 1 | Virton     | 15,19      | 3.576           | 235              | 85045A   |
| 2 | Ethe       | 27,74      | 1.912           | 69               | 85045B   |
| 3 | Latour     | 9,09       | 1.201           | 132              | 85045C   |
| 4 | Saint-Mard | 16,77      | 2.842           | 169              | 85045D   |
| 5 | Ruette     | 12,38      | 872             | 70               | 85045E   |
| 6 | Bleid      | 14,45      | 930             | 64               | 85045F   |

### Overige kernen
| - Chenois - Gomery - Grandcourt - Saint-Remy |

## Aangrenzende gemeentes
| Aangrenzende gemeenten      | Aangrenzende gemeenten | Aangrenzende gemeenten                                        | Aangrenzende gemeenten | Aangrenzende gemeenten |
| --------------------------- | ---------------------- | ------------------------------------------------------------- | ---------------------- | ---------------------- |
| Tintigny                    |                        | Étalle                                                        |                        |                        |
|                             |                        |                                                               |                        |                        |
| Meix-devant-Virton, Rouvroy | Saint-Léger, Musson    |                                                               |                        |                        |
|                             |                        |                                                               |                        |                        |
| Épiez-sur-Chiers (fr)       |                        | Tellancourt (fr), Villancy (fr) Allondrelle-la-Malmaison (fr) |                        | Ville-Houdlémont (fr)  |

## Demografische evolutie

### Demografische evolutie voor de fusie
- Bronnen: NIS, Opm: 1831 tot en met 1970=volkstellingen

### Demografische evolutie van de fusiegemeente
Alle historische gegevens hebben betrekking op de huidige gemeente, inclusief deelgemeenten, zoals ontstaan na de fusie van 1 januari 1977.
- Bronnen: NIS, Opm: 1806 tot en met 1981=volkstellingen; 1990 en later=inwonertal op 1 januari

| Inwoners van jaar tot jaar op 1 januari 1992 tot heden | Inwoners van jaar tot jaar op 1 januari 1992 tot heden | Inwoners van jaar tot jaar op 1 januari 1992 tot heden |
| jaar                                                   | Aantal                                                 | Evolutie: 1992=index 100                               |
| ------------------------------------------------------ | ------------------------------------------------------ | ------------------------------------------------------ |
| 1992                                                   | 10.852                                                 | 100,0                                                  |
| 1993                                                   | 10.864                                                 | 100,1                                                  |
| 1994                                                   | 10.934                                                 | 100,8                                                  |
| 1995                                                   | 11.047                                                 | 101,8                                                  |
| 1996                                                   | 10.996                                                 | 101,3                                                  |
| 1997                                                   | 10.970                                                 | 101,1                                                  |
| 1998                                                   | 11.020                                                 | 101,5                                                  |
| 1999                                                   | 11.038                                                 | 101,7                                                  |
| 2000                                                   | 11.009                                                 | 101,4                                                  |
| 2001                                                   | 10.975                                                 | 101,1                                                  |
| 2002                                                   | 10.935                                                 | 100,8                                                  |
| 2003                                                   | 11.044                                                 | 101,8                                                  |
| 2004                                                   | 11.118                                                 | 102,5                                                  |
| 2005                                                   | 11.106                                                 | 102,3                                                  |
| 2006                                                   | 11.165                                                 | 102,9                                                  |
| 2007                                                   | 11.228                                                 | 103,5                                                  |
| 2008                                                   | 11.232                                                 | 103,5                                                  |
| 2009                                                   | 11.283                                                 | 104,0                                                  |
| 2010                                                   | 11.426                                                 | 105,3                                                  |
| 2011                                                   | 11.418                                                 | 105,2                                                  |
| 2012                                                   | 11.508                                                 | 106,0                                                  |
| 2013                                                   | 11.540                                                 | 106,3                                                  |
| 2014                                                   | 11.469                                                 | 105,7                                                  |
| 2015                                                   | 11.456                                                 | 105,6                                                  |
| 2016                                                   | 11.389                                                 | 104,9                                                  |
| 2017                                                   | 11.381                                                 | 104,9                                                  |
| 2018                                                   | 11.323                                                 | 104,3                                                  |
| 2019                                                   | 11.332                                                 | 104,4                                                  |
| 2020                                                   | 11.341                                                 | 104,5                                                  |
| 2021                                                   | 11.371                                                 | 104,8                                                  |
| 2022                                                   | 11.404                                                 | 105,1                                                  |
| 2023                                                   | 11.416                                                 | 105,2                                                  |
| 2024                                                   | 11.368                                                 | 104,8                                                  |
| 2025                                                   | 11.466                                                 | 105,7                                                  |

## Toerisme
Virton kent naast industrie ook een oud toeristisch centrum met hellende straten en stegen, gecombineerd met gekleurde huizen. Monumenten zijn onder andere:
- de kerk, gebouwd tussen 1825 en 1830; de voorgevel is gebouwd in neoclassicistische stijl;
- het Musée gaumais, gevestigd in het voormalige recolettenklooster en uitgebreid in 1992;
- resten van middeleeuwse muren;
- de mammoetboom van meer dan 200 jaar oud.[2]

Op 11 augustus 1999 werd het stadje massaal bezocht door toeristen, omdat Virton in de zone van de totale zonsverduistering lag die op die dag gebeurde. In België was de totaliteitszone van deze verduistering beperkt tot de gemeenten in het uiterste zuiden van het land voornamelijk in de Gaumestreek.

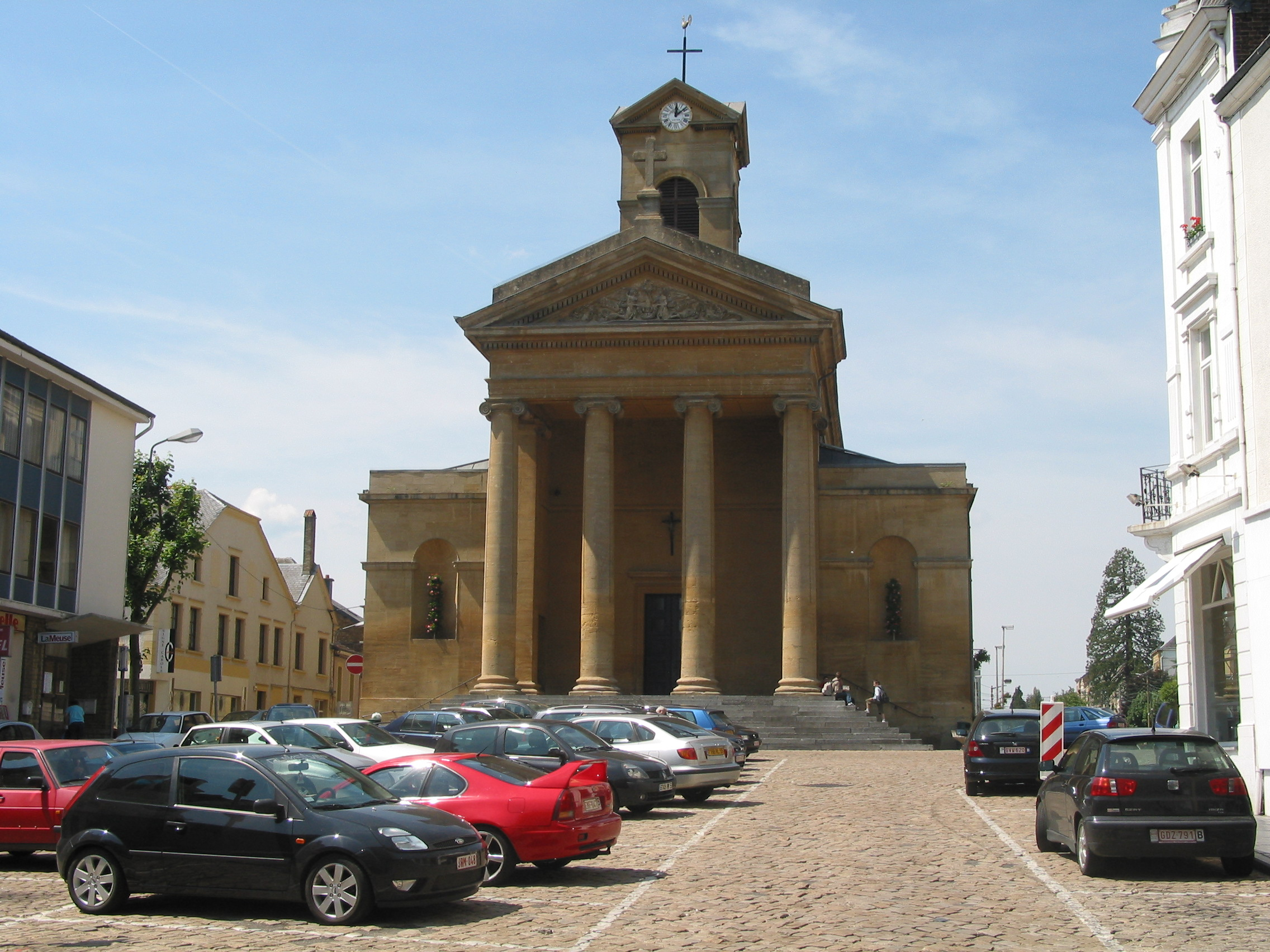
Laurentiuskerk.

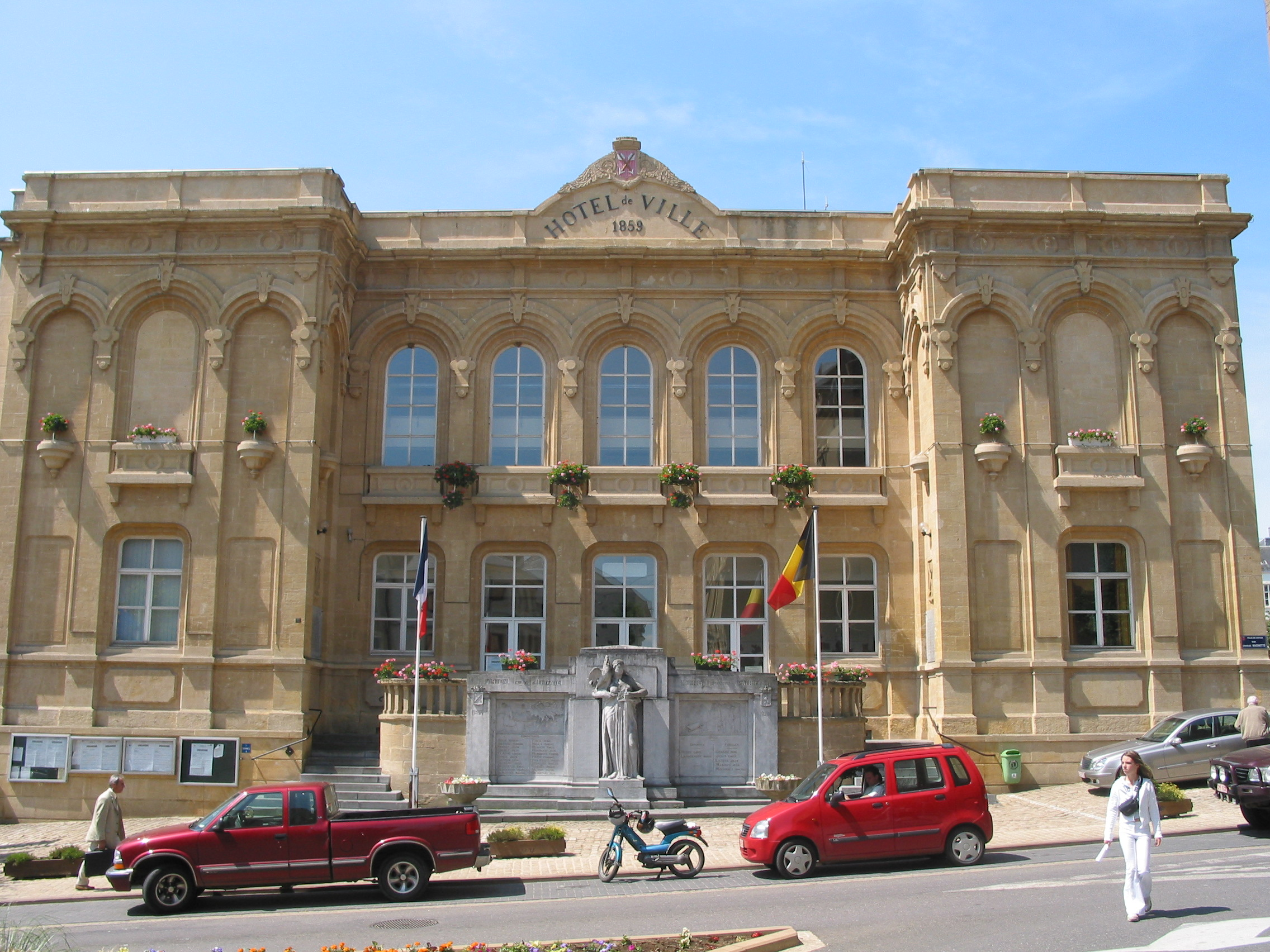
Het stadhuis

## Politiek

### Resultaten gemeenteraadsverkiezingen sinds 1976
| Partij                          | 10-10-1976 | 10-10-1976 | 10-10-1982 | 10-10-1982 | 9-10-1988 | 9-10-1988 | 9-10-1994 | 9-10-1994 | 8-10-2000 | 8-10-2000 | 8-10-2006 | 8-10-2006 | 14-10-2012 | 14-10-2012 | 14-10-2018 | 14-10-2018 | 13-10-2024 | 13-10-2024 |
| Stemmen / Zetels                | %          | 21         | %          | 21         | %         | 21        | %         | 21        | %         | 21        | %         | 21        | %          | 21         | %          | 21         | %          | 21         |
| ------------------------------- | ---------- | ---------- | ---------- | ---------- | --------- | --------- | --------- | --------- | --------- | --------- | --------- | --------- | ---------- | ---------- | ---------- | ---------- | ---------- | ---------- |
| PS1 / Ensemble EA2              | 27,271     | 6          | 26,881     | 5          | 28,051    | 6         | 23,291    | 5         | 26,291    | 6         | 29,621    | 6         | 24,291     | 5          | 9,662      | 1          | 8,881      | 1          |
| PSC1/cdH2/CitoyensA             | 44,821     | 11         | 39,031     | 9          | 40,341    | 9         | 36,451    | 9         | 37,041    | 9         | 38,212    | 9         | 26,682     | 6          | 14,002     | 3          | 51,59A     | 13         |
| CitoyensA                       | -          |            | -          |            | -         |           | -         |           | -         |           | -         |           | -          |            | 27,20A     | 6          | 51,59A     | 13         |
| ECOLO1/Ecolo+2                  | -          |            | -          |            | -         |           | -         |           | 11,021    | 1         | 7,971     | 1         | 11,411     | 2          | 17,142     | 3          | 10,022     | 1          |
| PRL                             | 13,05      | 2          | -          |            | -         |           | 5,02      | 0         | -         |           | -         |           | -          |            | -          |            | -          |            |
| Int.Com.1 / IC2 / IC-MR3 / IC+4 | 14,861     | 2          | 34,091     | 7          | 31,612    | 6         | 30,482    | 7         | 25,662    | 5         | 24,23     | 5         | 37,622     | 8          | 32,014     | 8          | 27,394     | 6          |
| DEUMIL                          | -          |            | -          |            | -         |           | 4,77      | 0         | -         |           | -         |           | -          |            | -          |            | -          |            |
| Vision Commune                  | -          |            | -          |            | -         |           | -         |           | -         |           | -         |           | -          |            | -          |            | 2,11       | 0          |
| Totaal stemmen                  | 6986       | 6986       | 7096       | 7096       | 7049      | 7049      | 7079      | 7079      | 7174      | 7174      | 7492      | 7492      | 7420       | 7420       | 7542       | 7542       | 7387       | 7387       |
| Opkomst %                       |            |            |            |            | 94,07     | 94,07     | 92,22     | 92,22     | 91,42     | 91,42     | 92,43     | 92,43     | 88,69      | 88,69      | 90,23      | 90,23      | 87,45      | 87,45      |
| Blanco en ongeldig %            | 2,91       | 2,91       | 4,31       | 4,31       | 5,16      | 5,16      | 6,05      | 6,05      | 7,53      | 7,53      | 6,18      | 6,18      | 7,06       | 7,06       | 7,46       | 7,46       | 8,42       | 8,42       |

## Geboren
- Nestor Outer (1865-1930), kunstschilder en journalist
- Elisabeth Davin (1981), sprintster en hordeloopster
- Aurélien Joachim (1986), voetballer